# Cabestro (equitación)
Un cabestro (del latín capistrum) también llamado cabresto en Argentina, El Salvador, Honduras, México, Uruguay y Venezuela, es un ramal de la cabezada, hecho de cuero, cuerda o materiales sintéticos, que por medio de un conjunto de segmentos unidos con hebillas, forma una estructura alrededor de la cabeza de un animal, y que es también una cuerda que abraza el bozo del caballo haciéndole un nudo con ella al lado del barboquejo. Mediante el cabestro queda así sujeto para ser conducido en los desplazamientos. La parte que constituye la cabezada y el ronzal normalmente forman una sola pieza.
Generalmente se ajusta detrás de la cabeza del animal con una de las correas, por encima de las orejas, mientras que el resto de  estas se unen al bocado, dejando regularmente un punto en una parte de debajo de la boca, para atar una cuerda (o unas bridas) que permita controlar los movimientos del animal. Tras colocarlo se hace un nudo en el punto de sujeción del ronzal a fin de que la muserola no quede prieta cuando el caballo está atado por si tira hacia atrás.
Antiguamente, algunos cabestros incluían una cadena que podía fijarse en el bocado cuando era preciso atarlo, deslizándola por una anilla de uno de los costados cuando la estiraban. De esa manera, se conseguía obligar al animal a ser obediente, hacerle trabajar o seguir al dueño.
A una especie de cabestro o cabezón doble se le conoce con el nombre de falquías.

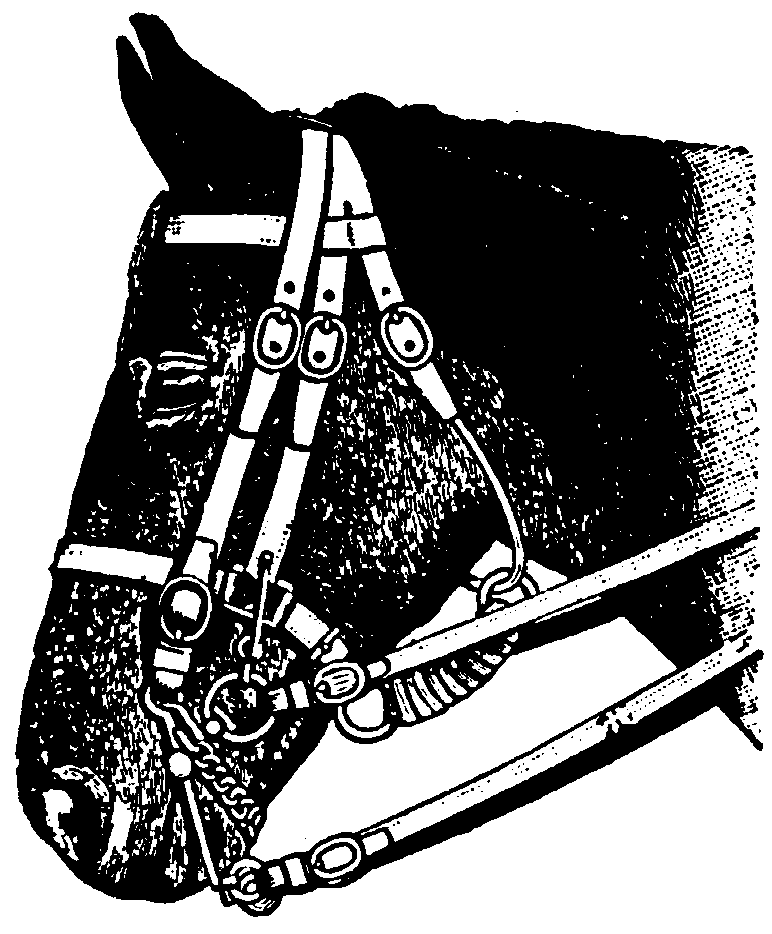
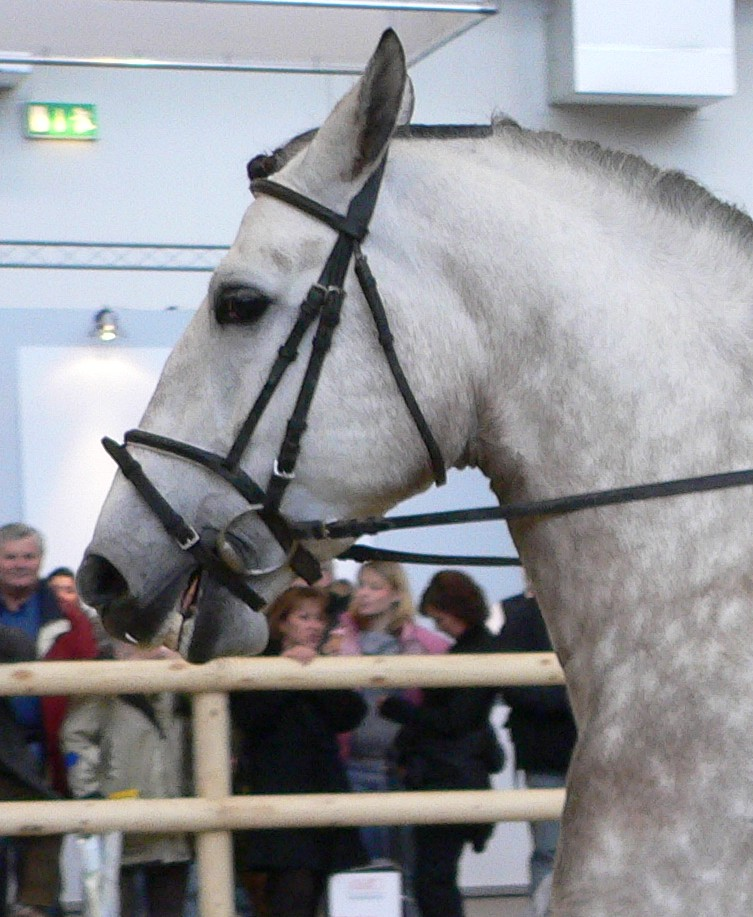
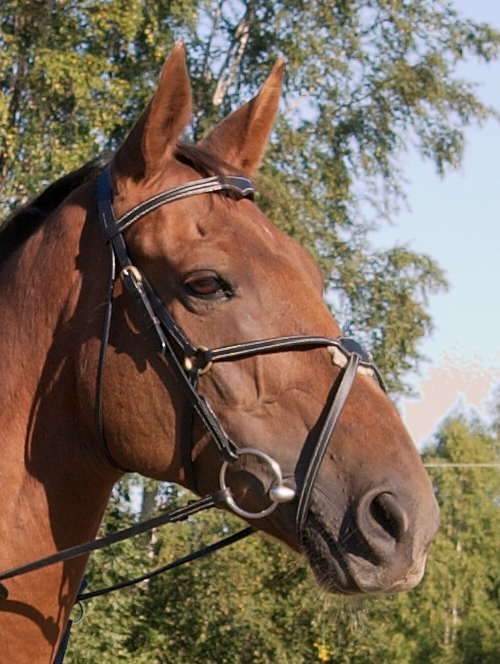